# Giovanni Francesco Venturini
Pour les articles homonymes, voir Venturini.

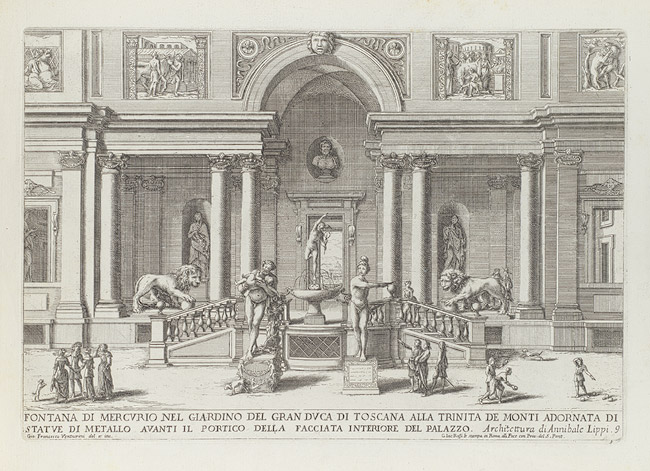
La Villa Médicis avec les Lions Médicis ; gravure de Venturini 1691.

Giovanni Francesco Venturini, né en 1650 à Rome où il est mort après 1710, est un graveur italien.

## Biographie
Giovanni Francesco Venturini naît en 1650 à Rome.
Il est l'élève de Giovanni Battista Galestruzzi, avec lequel il collabore à une série de gravures d'après des fresques de Polidoro da Caravaggio. Il grave des sujets historiques et mythologiques d'après les maîtres italiens.
Giovanni Francesco Venturini meurt après 1710 dans sa ville natale.

## Œuvres
Il est surtout connu pour ses deux séries de vedute gravées : Fontane ne' palazzi e ne' giardini di Roma et Fontane nel giardino estense in Tivoli. Celles-ci sont imprimées par A. de Rossi en 1684, complétant ainsi le célèbre ouvrage de Giovanni Battista Falda sur le même sujet. Giovanni Francesco Venturini contribue également à d'autres collections de vedute romaines, comme l'Insignium Romae Templorum Prospectus (1684) et les Disegni di vasi, altari e cappelle nelle chiese di Roma (1690). Dans l'ensemble, il reste fidèle au style de son maître Galestruzzi, à la fois analytique et pittoresque. Venturini grave principalement à l'eau-forte et au burin.
- Diane et ses nymphes, d'après Le Dominiquin[3].
- La chaire de S. Peter, d'après Le Bernin[3].
- Une vue partielle de Rome à vol d'oiseau[3].